# Valdi
Valdi je moško osebno ime.

## Izvor imena
Ime Valdi je različica moškega osebnega imena Evald.

## Pogostost imena
Po podatkih Statističnega urada Republike Slovenije je bilo na dan 31. decembra 2007 v Sloveniji število moških oseb z imenom Valdi: 32.

## Osebni praznik
Osebe z imenom Valdi lahko godujejo skupaj z Evaldi.